# Jeep Jamboree: Off Road Adventure
Jeep Jamboree: Off Road Adventure es un videojuego de carreras para Game Boy que involucra vehículos Jeep Wrangler. Este juego fue posteriormente reciclado para su uso en el videojuego Race Days (también para la Game Boy).

## Jugabilidad
Una perspectiva en primera persona se usa como en el juego Test Drive y sus secuelas.
Hay varias opciones en el juego que incluyen: nivel de dificultad, ya sea para correr en MPH o KM/H, habilidad de dirección, si tener o no un mapa de pistas, chevrons, y posición intermitente. El objetivo es correr vueltas alrededor de una pista de barro y mientras intenta obtener el "primer lugar". Hay veinte pistas para correr; cada uno con un temporizador que obliga al jugador a correr rápido. Existe la opción de hacer una sola carrera o un torneo de varias carreras contra un oponente de la computadora o contra un jugador mientras se usa el cable de conexión de Game Boy y otra copia del videojuego. Elementos en el fondo como líneas eléctricas y rocas ayudan a proporcionar una sensación de carretera a las carreras.
En una carrera para un solo jugador, el jugador correrá hasta la línea de meta contra un campo de aproximadamente diecinueve conductores más.

## Recepción
Allgame le dio a este videojuego una calificación de 3 estrellas sobre 5 en su reseña.